# Ilja Gabarajew
Ilja Gabarajew (oset. Илья Гæбæраты, ur. 1 września 1926 w Kuluchty-Kau (południowa Osetia), zm. 1 marca 1993 w Leningradzie) – osetyjski kompozytor. Absolwent Konserwatorium Leningradzkiego.

## Dzieła

### Opera
- 1968 - Azau
- 1972 - Ollana

### Utwory symfoniczne
- 1960 - Symfonia
- 1952 - Rapsodia osetyjska nr 1
- 1963 - Rapsodia osetyjska nr 2
- 1964 - Rapsodia osetyjska nr 3
- 1955 - Suita orkiestrowa „W górach Osetii”
- 1960 - Suita orkiestrowa „Syn Osetii”